# سياسة اليمن المائية
تعد اليمن واحدة من أكثر الدول العربية التي تواجه أزمة مياه خانقة، فموارد المياه العذبة تتضاءل بسبب الضخ المفرط من المياه الجوفية. ويتزايد الطلب على المياه بفعل الاستهلاك المرتفع للفرد، والاستخدام المفرط وسوء إدارة الموارد المائية والنمو السكاني السريع (تضاعف عدد السكان منذ العام 1990 (من 11 إلى 23 مليون)، ويتوقع أن يتضاعف ثانية إلى 48 مليون بحلول العام 2037.
قبل حالة الاضطراب التي اجتاحت اليمن منذ بداية 2011، قدّرت المسوحات أن 4.5 مليون طفل يعيشون في منازل لا يتوفر فيها مصدر مياه محسن وأن أكثر من 5.5 مليون طفل لا تتوفر عندهم خدمات صرف صحي ملائمة  فيما يعاني حوالي نصف الأطفال تحت سن الخامسة من سوء التغذية المزمنة.

## أزمة المياة
تحتفظ اليمن بأعلى معدلات الفقر في العالم. ولكن من بين التحديات التي تواجهها البلاد، قد لا يكون هناك أكثر صعوبة من مشكلة استدامة المياه.
تعد اليمن من بين دول العالم الأكثر هشاشة من ناحية أمن المياه. فمن المتوقع أن تنضب طبقات المياه الجوفية في أقل من عقد من الزمن نتيجة الاستخدام المفرط. ولتعزيز التنمية الزراعية، قامت الحكومة بتنفيذ سياسيات ساعدت على «تشجيع استخدام المياه، بما في ذلك القروض منخفضة الفوائد، والمازوت الرخيص والاستثمار العام في الري السطحي أو الغمر»، مما تسبب بالإسراف في استخدام المياه. يتم حفر الآبار بشكل غير قانوني إلى المياه الجوفية الطبيعية، ولا تتم صيانة تسريب الأنابيب بالشكل الصحيح. في تقرير إحصاءات المياه الذي أصدرته الأمم المتحدة عام 2010، يقدّر مجموع مصادر المياه المتجددة في اليمن بـ 3,4 مليار م3 في السنة، حيث يتم تغطية 900 مليون م3 منها من طبقات المياه الجوفية. وكل عام تتناقص مستويات المياه الجوفية من 1-7 م، مع ندرة إعادة شحنها نتيجة مواسم الجفاف. وبهذا تتجاوز معدلات استهلاك المياه إعادة الشحن الطبيعي بشكل كبير.

### العوامل
يتراوح معدل هطول الأمطار السنوية من 500 إلى 800 مم في الأراضي المرتفعة. وبالكاد يمكن للمياه الجوفية التي تخدم معظم الأراضي الداخلية الامتلاء مجدداً نتيجة انخفاض حجم هطول الأمطار. وقدمت تنقية المياه وتقنية تقنين المياه الرائدة بعض الحلول، إلا أن العديد من المناطق في اليمن تفتقر إلى الكهرباء والبنية التحتية لتنفيذ تقنيات المياه المتقدمة بنجاح.
التغير المناخي عامل آخر يؤثر على توافر المياه في اليمن. وفق تقرير عام 2008 للفريق الحكومي الدولي المعني بتغير المناخ (IPCC)، سيصبح مناخ اليمن والمنطقة أكثر حرارة وجفافاً، مما يزيد من فرصة الإصابة بالجفاف. قد يهدد انخفاض معدل هطول الأمطار وكميتها الزراعة في البلاد. يقوم البنك الدولي برفع مستوى الوعي بين المزارعين اليمنيين حول كيفية الحفاظ على التنوع البيولوجي واستهلاكه لجعل الزراعة أقل عرضة لخطر التغير المناخي.
يمكن للمناطق الساحلية، مثل الحديدة. والمكلا. وعدن، الاستفادة من الوصول المباشر إلى مياه البحر إذا توفر للبلاد الوسائل المالية والبنية التحتية المناسبة. ويمكن لليمن تحلية مياه البحر؛ لكن التكلفة باهظة على بلد فقير نسبياً مثل اليمن. وينبغي إعادة الملح المفصول إلى البحر، مما يؤدي إلى تأثيرات بيئية إضافية على الحياة البحرية في سواحل اليمن. حتى في حال إقامة منشآت التحلية، فإن نقل المياه المحلاة إلى المناطق الجبلية والداخلية حيث نضوب المياه مكلف جداً وغير فعال.
هناك سبب آخر لنقص المياه الحاد في اليمن، وهو زراعة القات الذي يستهلك نحو 60% من المياه المستخدمة في الزراعة و 90% من المياه الجوفية في البلاد. إذا كان بالإمكان منع أو تقليص زراعة القات، لكان تم توفير كمية كبيرة من المياه. لكن القات محصول نقدي مربح للغاية في اقتصاد لا يقدّم أية خيارات حيوية أخرى لدخل مماثل. لسوء الحظ، شجعت الحكومة اليمنية على زراعة القات بعد فشلها في تقديم خيارات يمكن أن تتيح للمزارعين إعالة أنفسهم.
إضافة إلى الفقر والأمية والإنتاج المنخفض للنفط، يمكن لهشاشة وضع المياه أن يزعزع استقرار البلاد. كما أثّر الصراع المستمر بين الحكومة والمتمردين على أزمة المياه، مما يؤدي إلى أزمة إنسانية في بعض مناطق اليمن. تم قطع بعض المدن من باقي البلاد لأسابيع، بينما تستمر الاشتباكات، مع نصب الكثير من الحواجز ونقاط التفتيش. تقدر مفوضية شؤون اللاجئين UNHCR أن 150,000 شخصاً تأثروا بالصراع اليمني منذ عام 2004، بما فيهم الذين أجبروا على ترك بيوتهم بسبب الجولة الأخيرة من الأعمال القتالية.

### مقاربات جديدة
طرأ مؤخراً عدد من التغييرات التي تقترح إرادة سياسية أكبر للتغيير. وفق منظمة الأغذية والزراعة FAO، تعمل العديد من المشاريع تحت إشراف وزارة الزراعة والري لتقديم خدمات مختلفة، خاصة إدخال تقنيات صيانة المياه وبناء منشآت حصاد المياه وجمع مياه الفيضانات. وتشمل مجالات العمل الأخرى حماية ضفاف الوديان وإعادة تأهيل المدرجات التي أسيء استعمالها، إضافة إلى إعادة تأهيل وصيانة منشآت الري القائمة. ولدعم التنمية الزراعية على المستوى الإقليمي، تم إنشاء هيئات التنمية الإقليمية الثلاث في المحافظات الشمالية. ورغم إنشاء هيئات مماثلة في المحافظات الجنوبية، إلا أن المنتجات الزراعية في وديان مثل حضرموت وتوبان وبيحان تدعمها وكالات مانحة عن طريق مديرية الزراعة في تلك المحافظات. إضافة إلى الهيئات المذكورة أعلاه، تعمل الهيئة العامة للبحوث والإرشاد الزراعي تحت مظلة الوزارة.
تعترف الحكومة الوضع المائي الحرج في البلاد وتتخذ إجراءات مختلفة للتعامل معه. وقد أعدت عدة استراتيجيات وتشريعات وسياسات لقطاع المياه وبدأت بتنفيذ بعضها منها. صدر قانون المياه في 31 أغسطس 2002، وتم تعديله من قبل البرلمان في ديسمبر 2006. وسيعطي تنفيذ أحكام هذا القانون دفعة رئيسية لقضية الحفاظ على المياه.
إلا أنه ليس هناك حل واضح لمشكلة نقص المياه في اليمن. وتم إدخال تنقية المياه وإعادة استخدام مياه الأمطار والمياه العادمة وكفاءة الري وتقنيات الصيانة في اليمن، وخاصة في القطاع الزراعي. وقد تعالج مثل هذه المنشآت جوانب كثيرة في المناطق المتواجدة فيها، مثل الحد من البطالة والحد من نقص الغذاء وتعزيز السياحة. وينبغي البحث عن حل لأزمة المياه في اليمن في مزيج من المقاربات، وفق طوبوغرافيتها ومصادر المياه المتوفرة والاقتصاد المحلي.

### عدم تطبيق القانون
في السنوات الخمسة عشر الماضية، استثمرت المؤسسات اليمنية الكثير من الجهود في وضع ترتيبات مؤسساتية جديدة (قانون جديد للمياه، وإنشاء الهيئة الوطنية للموارد المائية) ودراسات وأنظمة مراقبة. وهناك انجاز هام وهو إبطال مركزية إدارة المياه على المستوى المحلي. وتم إدخال تقنيات زراعية بدل الممارسات الزراعية التقليدية ونظم إدارة المياه. إلا أن الحكومة، بمؤسساتها التي ظهرت حديثاً، فشلت في إيقاف غور مياه الآبار وتنظيم المياه الجوفية.
وزارة الزراعة والري مسؤولة عن صياغة سياسيات المنتجات والمحاصيل الزراعية والمواشي والأحراج وتنسيق الاستثمار والخدمات العامة في القطاع الزراعي. تقع المديرية العامة للري ضمن الوزارة، وتقوم بتنفيذ جميع المهام المتعلقة بالري، خاصة بناء السدود ومنشآت حصاد المياه وجمع مياه الفيضانات. يتم تقديم معظم الخدمات الميدانية للمزارعين عن طريق مكاتب الري والزراعة الإقليمية اللامركزية في مختلف محافظات البلاد. ورغم وجود هذه المؤسسات، إلا أن الحكومة اليمنية فشلت في تطبيق القانون ومنع هدر المياه بشكل كامل. والسبب الرئيسي في هذا الفشل، كما يشير الكثيرون، هو صعوبة وضع المياه على قمة جدول الأعمال في بلد يعاني من الكثير من المشاكل.

## مدن مهددة بالعطش
أشارت دراسات البنك الدولي أن مدن يمنية كثيرة في مقدمتها العاصمة صنعاء مهددة بالعطش خلال أقل من عقدين إذا لم تتخذ التدابير اللازمة لتأمين مصادر مياه جديدة.
وفي الأعوام القليلة الماضية بدأ الناس يعانون من ندرة المياه في العديد من الحافظات والتي أي ضا مهددة بالجفاف، هذه المناطق تشمل: محافظة لحج، محافظة عمران، محافظة تعز، محافظة البيضاء، ومحافظة حجة، وهي تشهد أشد أزمة مياه، وقد أثرت سلبا على حياتهم ودفعتهم إلى ترك منازلهم والهجرة إلى مناطق أخرى بحثاً عن الماء.

### صنعاء

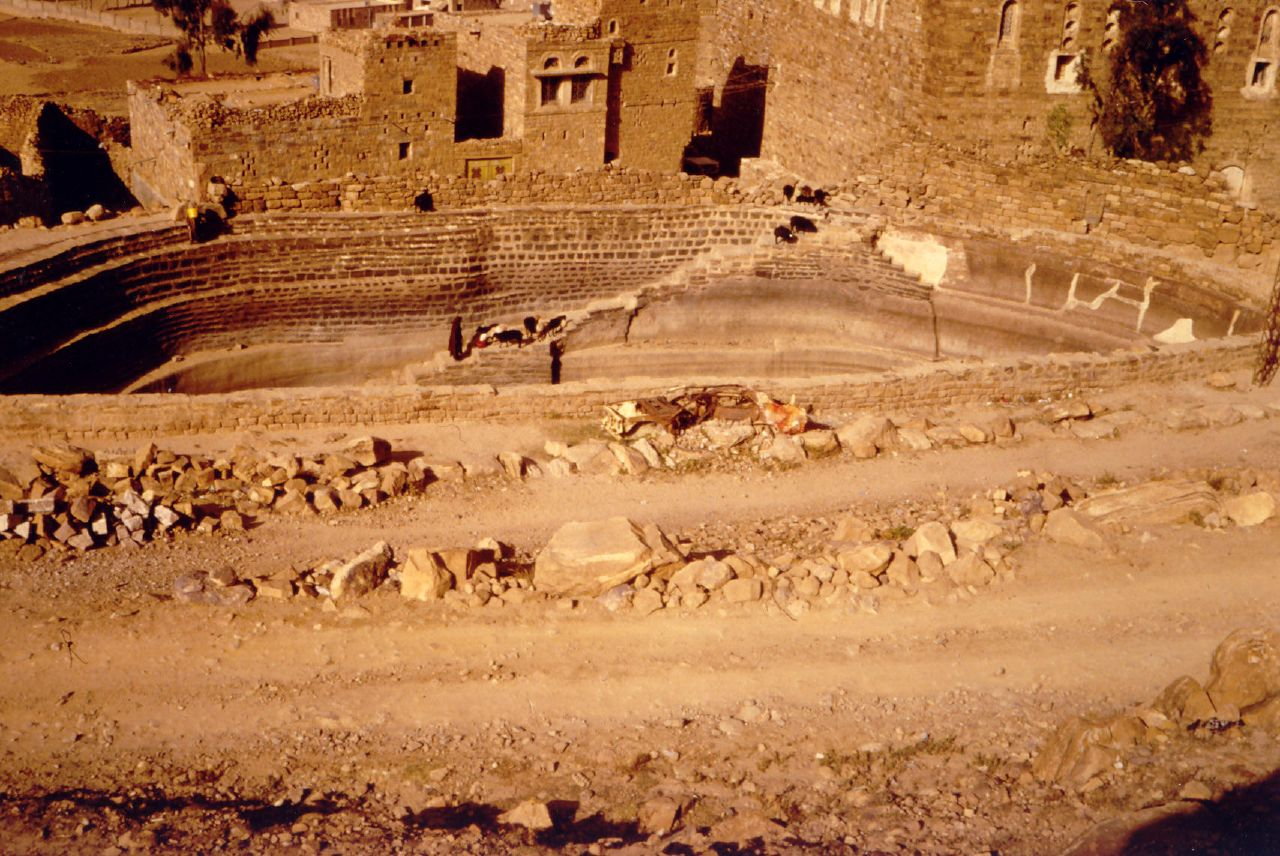
بئر مياة في قرية في ضواحي صنعاء

العاصمة صنعاء في طريقها لتكون أول مدينة في العالم تفتقر إلى إمدادات مياه مستدامة. بسبب عدد السكان المتزايد فيها والذي يقارب 3 ملايين نسمة، والتوسع العمراني الذي تشهده العاصمة.
حيث لا يحصل معظم سكان العاصمة تقريبا على كميات كافية من المياه من المشروع العام الذي يصل إلى المنازل مرة كل عشرة أيام، مما يضطرهم إلى شراء المياه من الخزانات المحمولة بالحافلات والمعروفة باللهجة المحلية «بالوايتات» والمنتشرة حول المدينة لسد احتياجاتهم اليومية.
وتجلب الوايتات المياه من الآبار المحفورة عشوائياً في حوض صنعاء. أما بعض العائلات فتدفع أطفالها لإحضار المياه من المساجد والآبار القريبة من منازلهم.
أما هذه الآبار العشوائية التي تهدد حوض صنعاء فهي أيضا مهددة باستخدامها في ري أشجار القات.
ووفقاً لما قاله الدكتور مدير إدارة الموارد المائية المشتركة في منظمة التعاون الفني الألماني في اليمن، جيرهارد ليشتنثلر فإنه يوجد 13,500 بئر عشوائية في حوض صنعاء، وقد حفرت خصيصاً لري أشجار القات التي تستهلك تقريباً 90 - 80 بالمائة من المياه وهي حصة الأسد تقريباً.
في حين أن مؤسسة المياه والصرف الصحي تملك 125 بئرا في حوض صنعاء ثلثها محفور بعمق، م لإمداد الناس بالمياه، وبالرغم من ذلك فإن سكان المناطق العمرانية الحديثة والتي تبعد عن وسط المدينة لا تصل إليهم إمدادات مياه المشروع وإنما يعتمدون على مياه الوايتات للتزويد بالمياه.

### عمران
سكان ريف محافظة عمران التي تقع في شمال العاصمة صنعاء معاناتهم أكثر من سكان المدن، بسبب شح المياه الشديد، ونقص الخدمات العامة. فالناس في المناطق الريفية لا يجدون الماء الكافي لاحتياجاتهم اليومية، والبعض يقضي حاجته في العراء ليوفر الماء لاستخدامات أخرى.
وأجبر مزارعي القات على سقي أشجارهم بمياه الوايتات التي يصل ثمنها إلى 10,000 ريال يمني للواحد، وبعضهم تفهم مشكلة قلة المياه واستنزاف الآبار وأقلعوا عن زراعة القات. وعلى إثر خطورة استنزاف مياه حوض عمران فقد شكلت لجنة عام 2005 تسمى «لجنة حماية حوض عمران» برئاسة محافظها. ومهمة هذه اللجنة تثقيف الناس حول كيفية استخدام الماءوحماية حوض عمران من الحفر العشوائي للآبار.
ووفقا لمنسق أعمال اللجنة، بشير النصيري، فإن الحفر العشوائي للآبار والذي يقارب 3,000 بئر ونقل مياهها إلى مزارع القات البعيدة، هو السبب الرئيس لمشكلة مياه عمران. وتحدث أيضًا عن أسباب أخرى، وهي نضوب الموارد المائية وانخفاض منسوب مياه الأمطار في عمران الذي يقدر ب 250 مم مقارنة ب 1,000 مم في مدينة إب.
وكانت منظمة التعاون الفني الألماني، حذرت من أن «حوض عمران يمر بمرحلة حرجة وقد جفت بعض المناطق بسبب نقل الماء من منطقه إلى أخرى». كما حذرت من الاستهلاك الكبير للمياه في عمران.
وحثت المنظمة سكان المنطقة على إيقاف الحفر العشوائي للآبار ومنع زراعة القات في المنطقة للحفاظ على ما تبقى من المياه في حوض عمران، مبينة أن القات يستهلك 60% من المياه بينما يستهلك الاستخدام المنزلي للمياه 5% فقط وباقي النسبة لري المحاصيل الأخرى.

### تعز
تعد مشكلة المياه في محافظة تعز الأقدم من نوعها في اليمن حيث كانت قد بدأت المشكلة مطلع التسعينيات في مدينة تعز ومطلع السبعينيات في ريفها. أما الآن فالمشكلة قد تحولت أسوأ، وأصبحت غير محتملة؛ لأن إمدادات مشروع المياه يصل إليهم يوم واحد فقط في الشهر أو كل أربعين يوما، وفي هذا اليوم يقوم الناس بتعبئة خزانات المياه المتواجدة على أسطح منازلهم وأيضًا جميع الأوعية المتوفرة في مطابخهم ودورات مياههم.
ولا تكفي الخزانات والأوعية حاجاتهم طوال الشهر؛ فيلجأون لشراء الوايتات المكلفة جداً والتي تشكل عبئا ثقيلا على ذوي الدخل المحدود مثل الموظفين الذين يتقاضون رواتب زهيدة.
أما في ريف تعز حيث أزمة المياه هي الأشد من نوعها والمعاناة أقسى بالنسبة للفتيات والنساء اللاتي اعتدن على جلب المياه بأنفسهن من الآبار البعيدة وقيعان الوديان.
وترجع السلطة المحلية في المحافظة السبب وراء استنزاف المياه إلى زيادة عدد السكان والتوسع العمراني الذي تشهده المحافظة مع محدودية مصادر المياه فيها".
تعتمد مدينة تعز تعتمد على ثلاث أحواض مائية وهي: الحيمة، وادي الضباب، والحوبان، وتزود المدينة ب 17,000 متر مكعب يوميًا، ولكن الاحتياج اليومي للسكان من المياه هو 56,000 متر مكعب، وهذا يعني نقص 26,000 متر مكعب من الاحتياج، حسب ما قاله مدير عام المؤسسة المحلية للمياه والصرف الصحي عبد السلام الحكيمي في لقاء مع جريدة مأرب برس.

### لحج
تقع محافظة لحج بين محافظتي تعز وعدن، وبدأت تعاني من ندرة المياه خاصة في المناطق القريبة من محافظة تعز حيث المنسوب السنوي لهطول الأمطار هو فقط 50 مم، فتعتبر الأكثر معاناة من قلة المياه في الجمهورية.
فتعد مديرية القبيطة - التي كانت تعود لمحافظة تعز قبل أن تضم إلى محافظة لحج عام 1999 - أكثر مديرية متأثرة بأزمة المياه في المحافظة، فقد بدأ بعض الأهالي في هذه المديرية بالهجرة وتركوا منازلهم بعد أن بدأ الجفاف يهددهم.
بدأت مشكلة استنزاف المياه في مديرية القبيطة بدأت في الثمانينيات عندما كان الناس يعتمدون على مياه الآبار والصهاريج وخزانات المياه التي تحصد وتجمع من مياه الأمطار كمصدر لمياه الشرب والاستخدامات المنزلية الأخرى.
ومنذ فترة قصيرة، أصبح الناس يجلبون الماء من المناطق البعيدة حيث تتوفر الآبار بكثرة، فقد استخدموا الحمير والسيارات وأيضًا المشي على الأقدام في أسوأ الحالات، ولكن بعد جفاف هذه الآبار بدأ الناس يذهبون إلى آبار أبعد بالاعتماد على السيارات أو الشاحنات والتي تكلفهم نقود أكثر، فثمن الجالون الواحد يساوي 100 ريال يمني.
أثر الجفاف في هذه المناطق سلبًا على الثروة الحيوانية، مما أدى إلى انتشار الفقر بين السكان المحليين.

## الوصول

نصيب الفرد اليمني من المياه سنوياً والمخزون المائي الجوفي